# Пино, Доменико
Доменико Пино (итал. Domenico Pino) (1760 — 1826) — граф, итальянский и французский генерал, австрийский фельдмаршал-лейтенант, участник Наполеоновских войн.
Родился в Милане 8 сентября 1760 года, итальянец по происхождению. Военную службу начал в кавалерии Пармского герцогства.
Проникшись идеями Великой Французской революции, Д. Пино в 1796 году вступил добровольцем в Ломбардский легион французской армии и уже 25 февраля 1797 года был произведён в полковники.
Замешанный вместе с генералом Лагоцем в заговоре против Директории, имевшем целью объявить Италию независимой, Пино вынужден был бежать, но вскоре вернулся под французские знамёна, в отряд генерала Монье, осаждавшего Анкону, и целым рядом отличий во время этой осады доказал свою преданность Франции.
16 декабря 1798 года Пино был произведён в бригадные генералы и командовал бригадой, сформированной из итальянцев.
В 1800 году он принял участие в Маренгской операции и был произведён в дивизионные генералы.
13 августа 1804 года Пино был назначен итальянский военным министром, однако эту должность занимал недолго и через полтора года уступил её генералу Каффарелли.
В течение 1806 — 1811 годов командовал итальянской дивизией в армии Наполеона, с которой сражался в 1807 году в Германии и в 1808—1810 годах в Испании.
Во время похода в Россию в 1812 году Пино командовал 15-й (Итальянской) дивизией Великой армии и участвовал в многочисленных сражениях с русскими, отличившись в бою под Малоярославцем, где был убит его брат Джакомо.
В 1813 году он действовал против австрийцев в Италии и с отличием участвовал в сражениях при Адельсберге, Фиуме и у Болоньи. 
Заподозренный в тайном содействии Мюрату, Пино был сослан в почётную ссылку в Милан, где принял участие в восстании 20 апреля 1814 года, был членом временного правительства и главнокомандующим армией. Однако, когда несколько дней спустя войска австрийского генерала Беллегарда захватили Милан, Пино вынужден был уйти в отставку. Австрийское правительство при этом произвело его в чин фельдмаршал-лейтенанта и назначило пенсию.
В отставке Пино проживал в Черноббьо около Комо, там он скончался 29 марта 1826 года.